# Jacob Viner
Jacob Viner (* 3. Mai 1892 in Montreal, Kanada; † 12. September 1970) war ein kanadisch-US-amerikanischer Ökonom.

## Leben
Seine Eltern waren Rumänen. Später wurde er Staatsbürger der USA. Er promovierte 1922 an der Harvard University unter Frank Taussig. 1925 wurde er Professor an der University of Chicago, wo auch Frank H. Knight lehrte. Zusammen mit Knight prägte Viner die erste Chicago School. 1934 wurde er in die American Academy of Arts and Sciences und 1942 in die American Philosophical Society gewählt. Im Jahr 1939 stand Viner der American Economic Association als gewählter Präsident vor. 1946 wechselte er nach Princeton. Seit 1953 war er korrespondierendes Mitglied der British Academy.

## Forschung
Viners Publikationen drehen sich um internationalen Handel. Er war unter anderem Berater bei einigen amerikanischen Staatsorganen. Aufbauend auf dem Handelsmodell von David Ricardo entwickelte er das so genannte Ricardo-Viner-Modell (Specific Factors Model).

## Ehrungen
- 1962: Francis-A.-Walker-Medaille der American Economic Association[4]